# Старая Деревня (Эрмитаж)
Реставрацио́нно-храни́тельский це́нтр Госуда́рственного Эрмита́жа «Ста́рая Дере́вня» (Фондохранилище Государственного Эрмитажа, РХЦ) — комплекс зданий Государственного Эрмитажа общей площадью 35 000 кв. м., включающий в себя фондохранилище, выставочно-лекционный, реставрационный, инженерный и административный корпуса.

## Расположение
РХЦ расположен в историческом районе Старая Деревня Приморского района Санкт-Петербурга. Ближайшая станция метро:  «Старая Деревня» (400 метров). Главный вход ориентирован в сторону Заусадебной улицы.

## История строительства
Первая очередь строительства Фондохранилища была завершена к 300-летию Санкт-Петербурга в 2003 году и включала возведение Административного, Фондового, Инженерного корпусов и Котельной. Проект был осуществлен совместно с институтом «Гипротеатр» и связан с необходимостью перемещения ряда запасников и мастерских из исторических зданий музея, перегруженных фондами и с условиями хранения, не отвечающими современным требованиям.
В основном Фондовом корпусе разместились эрмитажные коллекции Отдела западноевропейского искусства, Отдела истории русской культуры, Отдела Востока, Отдела археологии Восточной Европы и Сибири, а также Лаборатория научной реставрации станковой живописи.
После ввода в строй второй очереди комплекс дополнился Реставрационно-хранительским, Лекционно-выставочным, Техническим корпусами, Круглым садом и Корпусом биоконтроля.
У фондохранилища имеются мобильные стеллажи и стеклянные боксы-витрины, залы открытого хранения. Всё это даёт возможность посетителям видеть принцип размещения c особенностями хранения картин, скульптуры, мебели и пр.

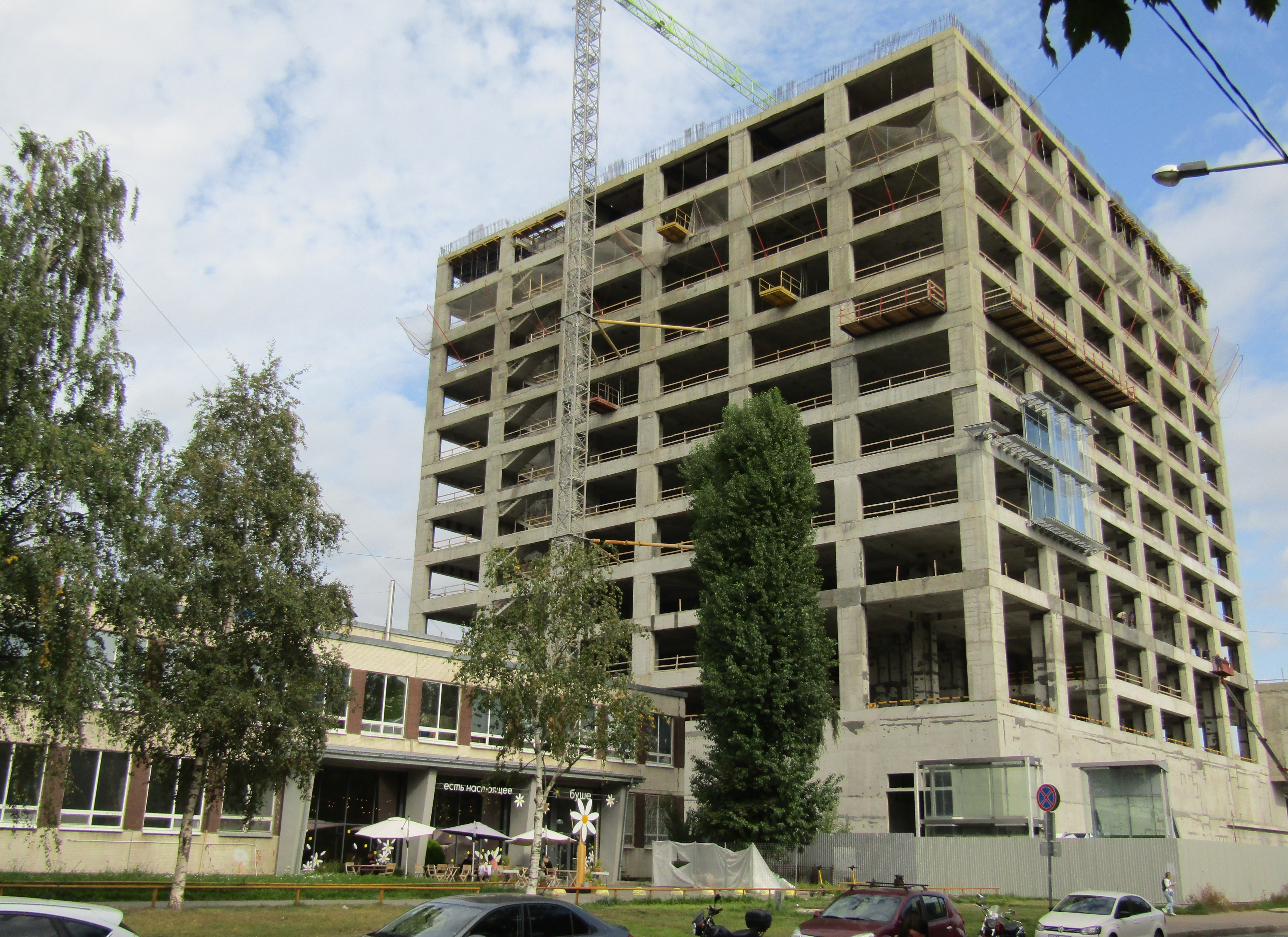
Строительство третьей очереди фондохранилища — здания на Школьной улице. 2023 год.

17 февраля 2012 года был объявлен конкурс на проектирование третьей очереди комплекса, который должен быть соединён с уже построенными зданиями переходной галереей с длиной пролёта более 100 метров над железной дорогой.
Конкурс был проведен в декабре 2015 года, контракт общей стоимостью 3,7 миллиарда рублей достался московскому ООО «МехСтройТранс», снизившему планку на 1 процент.

## Открытые экспозиции
Протяженность экскурсионного маршрута в основном Фондовом корпусе составляет около километра.
Среди прочих, можно выделить следующие экспозиции:
- Зал карет — специально созданное помещение для экспонирования собрания экипажей музея[5].
- Театр шпалер — динамичная экспозиция шпалер в огромных вертикально поставленных металлических рамах на колесах, передвигающихся по рельсам с помощью электрического привода и дистанционного управления. Предусмотрена возможность музыкального сопровождения действия.
- Палатка эмира бухарского — специальная каркасная конструкция, позволяющая посетителям любоваться как внешней, так и внутренней стороной военной палатки из кашемировой ткани (510х103х250 см), подаренной предпоследним эмиром Бухарским Абдул-Ахат-ханом 4 января 1893 года императору Александру III[6].
- Хранилище мебели XVI—XIX веков — экспозиция открытого хранения, в которой представлено около 1 000 образцов европейской мебели[7].
- Хранение Отдела истории русской культуры — залы оснащены мобильными стеллажами и стеклянными бокс-витринами. Здесь расположен весь фонд живописи Отдела (исключая работы, находящиеся на постоянных экспозициях в основных музейных зданиях) — это около 3 500 полотен русских художников, а также произведения иностранных художников, живших в России. Также создана экспозиция памятников древнерусской фресковой живописи и произведений русской скульптуры[8].
- Хранение Отдела западноевропейского искусства — продуманно организованное пространство и специально спроектированное оборудование позволяет выгодно экспонировать более 200 предметов западноевропейского искусства[9].
- Хранение античной скульптуры — включает более 200 произведений мастеров древности, вошедших в обзорный маршрут по Реставрационно-хранительскому центру: статуи, бюсты, торсы и их фрагменты, различные статуэтки небольшого размера, рельефы и надписи на плитах, мраморные вазы и канделябры[10].